# Шахрух Мірза
Шахрух Мірза (перс. شاهرخ میرزا‎‎, 20 серпня 1377 — 13 березня 1447) — правитель Імперії Тимуридів між 1405 і 1447 роками.

## Життєпис

### Намісник
Син емір Тимура (відомого як Тамерлан) та його наложниці Тагай-Таркан-агі. Народився у 1377 році у Самарканді. 1383 року померла його мати. Шахруха стала виховувати старшого дружина батька Сарай-Мульк-ханим.
У 1393 брав участь у поході проти Шах Мансура Музаффарида, шаха Ширазу і Ісфагану. Тут звитяжив у битві, власноруч вбивши Шах-Мансура. У 1394 році був у війську батька під час походу до Азербайджану. Того ж року у нього народилося 2 сина. Тому Тимур призначив Шахруха намісником Самарканду, відправивши його туди.
У 1397 поставлено намісником Хорасану, Мазендерану та Сістану. З цього моменту перебував у Гераті, багато зробив для його відбудови. Допомагав військами та забезпеченням харчами та спорядженням під час походу батька проти Делійського султанату у 1398—1399.
У 1401 отримав наказ від батька щодо приєднання до основних військ, що рушили проти Мамлюкського Єгипту та османської імперії. Проти Єгипту Шахрух не встиг виступити, але у вирішальній битві при Анкари брав участь. Тут Тимуриди завдали нищівної поразки Баязиду I.
У 1404 вимушений був рушити до Хорасану, де почалося повстання. Тому Шахруха не взяли в похід Тимура проти Китаю.

### Правління
У 1405 після смерті батька став фактичним правителем Хорасану, Кабулу та Кандагару. 1407 року втрутився у боротьбу за владу, поваливши 1409 року Халіль-Султана (онука Тамерлана), який розтринькав у Самарканді значну частину скарбниці Тамерлана. Стративши Халіля, Шахрур Мірза поставив намісником свого сина Улугбека. Проте фактична влада належала Шахруху, який зумів розширити владу на частину Персії. Також владу Шахруха визнав Могулістан. Навіть Пенджаб та область навколо Делі підкорялися Шахруху, проте з 1414 року тут його влада була номінальною. Шахрух затверджував намісниками (раят-і-ала) представників династії Сайїдів.
У 1411, скориставшись поразкою брата Міран-шаха (правив в північній Персії) у 1408 та Джалаїрського султанату у 1410 від Кара-Коюнлу, зумів розширити владу на більшу частину Ірану. Рештки Джалаїрського султанату визнали зверхність Шахруха. В результаті майже уся імперія Тимура була відновлена. Шахруху не підкорялися лише Закавказзя, Багдада та Північний Ірак. Державною мовою офіційно було оголошено перську. Проте у 1413—1414 вимушений придушувати повстання родичів в Ширазі, Ісфагані та Кермані.
Зумів нормалізувати відносини з династією Мін, що панувала в Китаї. Це було пов'язано з тим, що остання виступала союзником у боротьбі з ойратами та династією Північна Юань. У 1414 прийняв посольство мінського імператора Чжу Ді. У 1419 відправив власне посольство до Пекіна.
У 1420—1421 здійснив похід до південного Азербайджану, захопивши Тебриз і завдавши поразки Кара-Юсуфу, володарю Кара-Коюнлу. Останній вимушений був визнати владу Шахруха. При цьому в Карабасі допомогу Тимуриду було надано з боку Халілулли I, правителя держави Ширваншахів. Також він визнав зверхність Шахруха. Для ще більшого зміцнення політичних зв'язків з правителем Ширвана Шахрух видав заміж за Халілуллу I свою доньку.
У 1424 знищив державу Хазараспідів в Курдистані.
Проте Шахруху довелося ще у 1429 та 1434 здійснити нові походи проти Кара-Юсуфа, який декілька разів повставав. Зрештою новий володар Кара-Коюнлу Джаханшах визнав зверхність Шахруха. Тим самим влада Тимуридів була відновлена в Месопотамії та Південному Кавказі. Османські султани також визнали зверхність Тимурида. Відомо, що до 1444 Шахрух отримував данину від османів.
Зібрався у похід проти повсталих у Північному Ірані, але раптово помер біля міста Рей. Його державу успадкував Улугбек. Проте невдовзі держава розпалася.

## Меценат
Шахрух замовив випуск ряду історико-географічних творів Хафізу-і-Абру, зокрема історію свого панування — «Тарік-е Шахрух». В розбудові міст, особливо Герата, підтримці поетів, письменників та митців йому допомагали дружина Гаухар-Шад-ага та син Байсонкур.